# Xestia loebelia
Xestia loebelia är en fjärilsart som beskrevs av Hans Rebel 1920. Xestia loebelia ingår i släktet Xestia och familjen nattflyn. Inga underarter finns listade i Catalogue of Life.